# Херрман, Чарльз
Чарльз Куаблан Херрман (нем. Charles Kwablan Herrmann; родился 21 января 2006) — немецкий футболист, вингер мёнхенгладбахской «Боруссии».

## Клубная карьера
Выступал в академии клуба «Ганновер 96». В 2020 году присоединился к футбольной академии клуба «Боруссия Дортмунд».

## Карьера в сборной
Выступал за сборные Германии до 16 и до 17 лет.
В 2023 году в составе сборной Германии до 17 лет принял участие в чемпионате Европы в Венгрии. На турнире провёл все шесть матчей и помог немцам одержать победу.
В ноябре 2023 года сыграл на юношеском чемпионате мира в Индонезии, на котором забил гол в матче 1/8 финала против сборной США.

## Достижения
- Чемпион Европы до 17 лет: 2023
- Чемпион мира до 17 лет: 2023

## Личная жизнь
Родился в семье футболиста и тренера сборной Ганы Чарльза Куаблана Акконора.